# Epidendrum queirozianum
Epidendrum queirozianum är en orkidéart som beskrevs av Marcos Antonio Campacci och J.B.F.Silva. Epidendrum queirozianum ingår i släktet Epidendrum och familjen orkidéer. Inga underarter finns listade i Catalogue of Life.